# Santamartazanger
De santamartazanger (Myiothlypis basilica) is een zangvogel uit de familie Parulidae (Amerikaanse zangers).

## Verspreiding en leefgebied
Deze soort is endemisch in noordoostelijk Colombia in het Santa Martagebergte.